# Ernst Kapp (Altphilologe)
Ernst Kapp (* 21. Januar 1888 in Düsseldorf; † 7. März 1978 in München) war ein deutscher Klassischer Philologe.

## Leben
Ernst Kapp, ein Enkel des Philosophen Ernst Kapp (1808–1896) und jüngerer Bruder von Ida Kapp (1884–1979), studierte nach dem Abitur Klassische Philologie an der Universität Göttingen. Seinem akademischen Lehrer Eduard Schwartz folgte er 1909 an die Universität Freiburg. Hier wurde er 1912 mit der Dissertation Das Verhältnis der Eudemischen Ethik zur Nikomachischen Ethik des Aristoteles promoviert. Bei Ausbruch des Ersten Weltkriegs meldete sich Kapp freiwillig und blieb bis Kriegsende an der Front. Sein Studienfreund Tycho von Wilamowitz-Moellendorff, der zeitgleich mit ihm in Freiburg promoviert hatte, fiel in der Nacht vom 14. zum 15. Oktober 1914 nahe Ivangorod (heute Dęblin), südlich von Warschau. Ernst Kapp übernahm daraufhin die Herausgabe seiner unvollendeten Schrift Die dramatische Technik des Sophokles, die 1917 in der Reihe Philologische Untersuchungen erschien. Durch diese Arbeit kam Kapp auch mit dem Vater seines Freundes in Kontakt, Ulrich von Wilamowitz-Moellendorff, der auch der Lehrer von Eduard Schwartz gewesen war.
Nach Kriegsende kehrte Kapp zu seinem Doktorvater zurück. Eduard Schwartz war nach seiner Vertreibung von der Universität Straßburg zum Sommersemester an die Universität München berufen worden. Hier habilitierte sich Ernst Kapp 1920 mit der Schrift Die Kategorienlehre in der aristotelischen Topik, die erst Jahrzehnte später gedruckt wurde.
Zum Wintersemester 1927/1928 erhielt Kapp einen Ruf auf einen Lehrstuhl für Klassische Philologie an der jungen Universität Hamburg, den zuvor Karl Reinhardt und Rudolf Pfeiffer innegehabt hatten. Mit seinem Kollegen (ab 1931) Bruno Snell arbeitete er eng in Forschung und Lehre zusammen. In Hamburg lehrte Kapp fast zehn Jahre, bis er unter den Nationalsozialisten seines Amtes enthoben wurde. Da er die „arische Abstammung“ seiner Ehefrau nicht nachweisen konnte, wurde er zum 31. Oktober 1937 aufgrund des Gesetzes zur Wiederherstellung des Berufsbeamtentums in den Ruhestand versetzt.
Nach seiner Entlassung begab sich Kapp zunächst für mehrere Monate nach England (auf Einladung der Egypt Exploration Society) und wanderte schließlich 1939 in die USA aus. Ab 1941 war er als Dozent in New York an der Columbia University tätig. Nach dem Ende der Herrschaft der Nationalsozialisten musste Kapp lange um Wiedereinsetzung in seine alten Rechte kämpfen. Zunächst blieb er in New York, wo er 1948 zum Professor of Greek and Latin ernannt wurde, teilte aber schon früh seinem Freund Snell seinen Rückkehrwunsch mit. 1947 schlug die Hamburger Philosophische Fakultät vor, Kapp wieder auf seinen alten Lehrstuhl zu berufen, den von 1939 bis 1945 Ulrich Knoche besetzt hatte. Die Berufung kam allerdings nicht zustande: Der 1945 als nationalsozialistisch belastet entlassene Knoche erlangte 1949 im Entnazifizierungsverfahren seine Einstufung als „entlastet“, so dass er 1950 anstelle von Kapp auf den Lehrstuhl zurückkehren konnte. Kapp erhielt 1954 die Rechtsstellung eines Emeritus. Kapp ließ sich wieder in Hamburg nieder und hielt an der Seite von Bruno Snell Seminare und Vorlesungen ab. 1959 gab er seine Lehrtätigkeit auf und zog nach München, wo er zwanzig Jahre später im Alter von 90 Jahren starb.
Ernst Kapp war Experte für die griechische Philosophie. Seine Studien zu Platon, Aristoteles und zur antiken Logik waren wegweisend und werden bis heute rezipiert.

## Schriften (Auswahl)
- Greek Foundations of Traditional Logik. Columbia University Press, New York 1942.
- Der Ursprung der Logik bei den Griechen. Vandenhoeck & Ruprecht, Göttingen 1965.
- Hans und Inez Diller (Hrsg.): Ernst Kapp: Ausgewählte Schriften, Berlin 1968 (mit Bild)